# 옙 Q3
옙 Q3(Yepp Q3, YP-Q3)는 삼성전자에서 2010년 10월 18일에 출시한 포터블 미디어 플레이어이다.